# 富士山頂郵便局
富士山頂郵便局（ふじさんちょうゆうびんきょく）は、静岡県富士宮市にある郵便局である。民営化前の分類では無集配特定郵便局であった。毎年、7月中旬から8月下旬までの夏山シーズン限定で開設される、日本一高い場所にある郵便局である。

## 概要
富士山の山頂にある、富士山本宮浅間大社奥宮の社務所内に設置されている。
住所：〒418-0011 静岡県富士宮市粟倉地先（富士山頂）
設置環境が特殊であり開設期間は夏季のみで営業時間は6時から14時となっている。
貯金や保険は取り扱っていない。富士山柄の切手を貼り付けた登山証明書の発行やオリジナルポストカードの販売など当局独自のサービスがあり、多くの登山客に利用されている。
職員は最長1週間勤務の交代制がとられている。
本郵便局のように、期間限定で開局している郵便局には、乗鞍山頂簡易郵便局、白山山頂郵便局、上高地郵便局、立山山頂簡易郵便局、白馬山頂簡易郵便局などがある。

## 沿革
- 1906年（明治39年）7月30日 - 富士山郵便局（三等）として開設[2][3]。
- 1931年（昭和6年）7月10日 - 風景印の使用を開始。富士山北郵便局（後に廃止）とともに、全国初の風景印の配備。図案[4]
- 1949年（昭和24年）7月15日 - 富士山頂郵便局に改称[5]。
- 1995年（平成7年）7月10日 - 風景印を、富士山をかたどった変形印に変更。
- 2007年（平成19年）10月1日 - 民営化。
- 2012年（平成24年）10月1日 - 日本郵便株式会社発足。
- 2013年（平成25年）～2016年（平成28年） - 浅間神社奥宮社務所が工事のため御殿場口頂上の銀明館（静岡県駿東郡小山町須走）に開設[6]。
- 2021年（令和3年）5月19日 - 新型コロナウイルス感染拡大防止のため、2021年の開設を中止することが発表された[7]。

## 取扱内容
- 普通通常郵便物の引受け（外国あてを含む）
- 普通切手、オリジナルフレーム切手などの販売
- 風景印の押印
  - 図案は富士山と富士山頂郵便局の外観。「富士山剣ヶ峰3776米」の文字入り。

### オリジナル商品
- 富士山頂郵便局セット
- 登山証明書（日付印も押してもらえる）
- 富士山登頂証（葉書サイズ、日付印も押してもらえる）

## 利用状況
日本郵便株式会社東海支社によると、窓口利用人数は約2万6000人（平成25年度）。

## アクセス
- 各登山口より徒歩。登山口、登山道の詳細は富士登山を参照。
- 駐車場なし